# دبريسول
دبريسول (بالإنجليزية: Debrisol)‏ هو دواء يحتوي على الإنزيم البروتيني تربسن، ويعمل على إذابة الأنسجة الميتة والقيح في جروح الخيول والماشية والكلاب والقطط. يتم بخّه على الأجزاء المصابة.